# Shadowboxer (filme)
Shadowboxer é um filme de suspense e crime de 2005 dirigido por Lee Daniels e estrelado pelos vencedores do Oscar Cuba Gooding Jr., Helen Mirren e Mo'Nique. Foi lançado em versão limitada em seis cidades: Nova Iorque, Los Angeles, Washington, D.C., Baltimore, Filadélfia e Richmond, Virgínia.